# Gonomyia tenella
Gonomyia tenella là một loài ruồi trong họ Limoniidae. Chúng phân bố ở miền Cổ bắc.